# Souchez
Souchez är en kommun i departementet Pas-de-Calais i regionen Hauts-de-France i norra Frankrike. Kommunen ligger i kantonen Vimy som tillhör arrondissementet Arras. År 2022 hade Souchez 2 664 invånare.

## Befolkningsutveckling
Antalet invånare i kommunen Souchez
| Referens: INSEE |